# Mroków (gmina)
Mroków – dawna gmina wiejska istniejąca w latach 1952–1954 w woj. warszawskim (dzisiejsze woj. mazowieckie). Siedzibą gminy był Mroków.
Gmina została utworzona w dniu 1 lipca 1952 roku w woj. warszawskim, w nowo powstałym powiecie piaseczyńskim, z części gminy Młochów. W dniu powołania gmina składała się z 15 gromad: Garbatka, Jabłonowo, Kossów, Krakowiany, Marysin, Mroków, Parole, Stachowo, Stefanowo, Szamoty, Warszawianka, Warszawska Kolonia, Wola Krakowiańska, Wola Mrokowska i Wólka Kossowska.
Gmina została zniesiona 29 września 1954 roku wraz z reformą wprowadzającą gromady w miejsce gmin. Jednostki nie przywrócono 1 stycznia 1973 roku po reaktywowaniu gmin.